# Tour d'Andalousie 2023
Le Tour d'Andalousie 2023 (officiellement : Ruta Del Sol Vuelta Ciclista a Andalucía 2023) est la 69e édition de cette course cycliste sur route masculine. Il a lieu du 15 au 19 février 2023 en Andalousie, dans le sud de l'Espagne. Il se déroule sur cinq étapes entre Puente de Génave  et Alhaurin de la Torre sur un parcours de 845,2 kilomètres et fait partie du calendrier UCI ProSeries 2023 (deuxième niveau mondial) en catégorie 2.Pro. 

## Équipes participantes
17 équipes de sept coureurs participent à ce Tour d'Andalousie - 8 WorldTeams et 9 ProTeams :
| WorldTeams (8)- Alpecin-Deceuninck - Astana Qazaqstan Team - Bahrain Victorious - Ineos Grenadiers - Intermarché-Circus-Wanty - Team Jayco AlUla - Movistar Team - UAE Team Emirates ProTeams (9)- Burgos-BH - Caja Rural-Seguros RGA - Eolo-Kometa - Euskaltel-Euskadi - Israel-Premier Tech - Equipo Kern Pharma - Lotto Dstny - Team Flanders-Baloise - TotalEnergies |
| |

## Étapes
| Étape     | Date    | Villes étapes                              | type                      | Distance (km) | Dénivelé (m) | Vainqueur d'étape | Leader du classement général |
| --------- | ------- | ------------------------------------------ | ------------------------- | ------------- | ------------ | ----------------- | ---------------------------- |
| 1re étape | 15 fév. | Puente de Génave – Santiago de la Espada   | étape de montagne         | 179           | 3 947 m      | Tadej Pogačar     | Tadej Pogačar                |
| 2e étape  | 16 fév. | Diezma – Alcalá la Real                    | étape de moyenne montagne | 156,1         | 2 589 m      | Tadej Pogačar     | Tadej Pogačar                |
| 3e étape  | 17 fév. | Alcalá de Guadaíra – Alcalá de los Gazules | étape de plaine           | 161           | 1 667 m      | Tim Wellens       | Tadej Pogačar                |
| 4e étape  | 18 fév. | Olvera – Iznájar                           | étape de moyenne montagne | 164,8         | 3 095 m      | Tadej Pogačar     | Tadej Pogačar                |
| 5e étape  | 19 fév. | Villa de Otura – Alhaurin de la Torre      | étape de moyenne montagne | 184,3         | 2 910 m      | Omar Fraile       | Tadej Pogačar                |

## Déroulement de la course

### 1reétape
| \| Classement de l'étape \| Classement de l'étape \| Classement de l'étape \| Classement de l'étape \| Classement de l'étape \| \| Coureur \| Coureur \| Pays \| Équipe \| Temps \| \| --------------------- \| --------------------- \| --------------------- \| ---------------------- \| --------------------- \| \| 1er \| Tadej Pogačar \| Slovénie \| UAE Team Emirates \| 5 h 04 min 19 s \| \| 2e \| Mikel Landa \| Espagne \| Bahrain Victorious \| + 38 s \| \| 3e \| Carlos Rodríguez \| Espagne \| Ineos Grenadiers \| + 38 s \| \| 4e \| Santiago Buitrago \| Colombie \| Bahrain Victorious \| + 38 s \| \| 5e \| Tao Geoghegan Hart \| Royaume-Uni \| Ineos Grenadiers \| + 1 min 38 s \| \| 6e \| Pavel Sivakov \| France \| Ineos Grenadiers \| + 1 min 39 s \| \| 7e \| Damiano Caruso \| Italie \| Bahrain Victorious \| + 1 min 39 s \| \| 8e \| Enric Mas \| Espagne \| Movistar Team \| + 1 min 39 s \| \| 9e \| Jack Haig \| Australie \| Bahrain Victorious \| + 1 min 39 s \| \| 10e \| Jefferson Cepeda \| Équateur \| Caja Rural-Seguros RGA \| + 1 min 41 s \| |                    |             |                        |                 |
| |                    |             |                        |                 |
| Source : ProCyclingStats |                    |             |                        |                 |
| Classement de l'étape |                    |             |                        |                 |
| Coureur | Coureur            | Pays        | Équipe                 | Temps           |
| 1er | Tadej Pogačar      | Slovénie    | UAE Team Emirates      | 5 h 04 min 19 s |
| 2e | Mikel Landa        | Espagne     | Bahrain Victorious     | + 38 s          |
| 3e | Carlos Rodríguez   | Espagne     | Ineos Grenadiers       | + 38 s          |
| 4e | Santiago Buitrago  | Colombie    | Bahrain Victorious     | + 38 s          |
| 5e | Tao Geoghegan Hart | Royaume-Uni | Ineos Grenadiers       | + 1 min 38 s    |
| 6e | Pavel Sivakov      | France      | Ineos Grenadiers       | + 1 min 39 s    |
| 7e | Damiano Caruso     | Italie      | Bahrain Victorious     | + 1 min 39 s    |
| 8e | Enric Mas          | Espagne     | Movistar Team          | + 1 min 39 s    |
| 9e | Jack Haig          | Australie   | Bahrain Victorious     | + 1 min 39 s    |
| 10e | Jefferson Cepeda   | Équateur    | Caja Rural-Seguros RGA | + 1 min 41 s    |

| \| Classement général \| Classement général \| Classement général \| Classement général \| Classement général \| \| Coureur \| Coureur \| Pays \| Équipe \| Temps \| \| ------------------ \| ------------------ \| ------------------ \| ---------------------- \| ------------------ \| \| 1er \| Tadej Pogačar \| Slovénie \| UAE Team Emirates \| 5 h 04 min 19 s \| \| 2e \| Mikel Landa \| Espagne \| Bahrain Victorious \| + 38 s \| \| 3e \| Carlos Rodríguez \| Espagne \| Ineos Grenadiers \| + 38 s \| \| 4e \| Santiago Buitrago \| Colombie \| Bahrain Victorious \| + 38 s \| \| 5e \| Tao Geoghegan Hart \| Royaume-Uni \| Ineos Grenadiers \| + 1 min 38 s \| \| 6e \| Pavel Sivakov \| France \| Ineos Grenadiers \| + 1 min 39 s \| \| 7e \| Damiano Caruso \| Italie \| Bahrain Victorious \| + 1 min 39 s \| \| 8e \| Enric Mas \| Espagne \| Movistar Team \| + 1 min 39 s \| \| 9e \| Jack Haig \| Australie \| Bahrain Victorious \| + 1 min 39 s \| \| 10e \| Jefferson Cepeda \| Équateur \| Caja Rural-Seguros RGA \| + 1 min 41 s \| |                    |             |                        |                 |
| |                    |             |                        |                 |
| Source : ProCyclingStats |                    |             |                        |                 |
| Classement général |                    |             |                        |                 |
| Coureur | Coureur            | Pays        | Équipe                 | Temps           |
| 1er | Tadej Pogačar      | Slovénie    | UAE Team Emirates      | 5 h 04 min 19 s |
| 2e | Mikel Landa        | Espagne     | Bahrain Victorious     | + 38 s          |
| 3e | Carlos Rodríguez   | Espagne     | Ineos Grenadiers       | + 38 s          |
| 4e | Santiago Buitrago  | Colombie    | Bahrain Victorious     | + 38 s          |
| 5e | Tao Geoghegan Hart | Royaume-Uni | Ineos Grenadiers       | + 1 min 38 s    |
| 6e | Pavel Sivakov      | France      | Ineos Grenadiers       | + 1 min 39 s    |
| 7e | Damiano Caruso     | Italie      | Bahrain Victorious     | + 1 min 39 s    |
| 8e | Enric Mas          | Espagne     | Movistar Team          | + 1 min 39 s    |
| 9e | Jack Haig          | Australie   | Bahrain Victorious     | + 1 min 39 s    |
| 10e | Jefferson Cepeda   | Équateur    | Caja Rural-Seguros RGA | + 1 min 41 s    |

### 2eétape
| \| Classement de l'étape \| Classement de l'étape \| Classement de l'étape \| Classement de l'étape \| Classement de l'étape \| \| Coureur \| Coureur \| Pays \| Équipe \| Temps \| \| --------------------- \| --------------------- \| --------------------- \| ------------------------ \| --------------------- \| \| 1er \| Tadej Pogačar \| Slovénie \| UAE Team Emirates \| 3 h 40 min 10 s \| \| 2e \| Enric Mas \| Espagne \| Movistar Team \| + 4 s \| \| 3e \| Santiago Buitrago \| Colombie \| Bahrain Victorious \| + 4 s \| \| 4e \| Mikel Landa \| Espagne \| Bahrain Victorious \| + 4 s \| \| 5e \| Carlos Rodríguez \| Espagne \| Ineos Grenadiers \| + 4 s \| \| 6e \| Lorenzo Rota \| Italie \| Intermarché-Circus-Wanty \| + 17 s \| \| 7e \| Dylan Teuns \| Belgique \| Israel-Premier Tech \| + 21 s \| \| 8e \| Tao Geoghegan Hart \| Royaume-Uni \| Ineos Grenadiers \| + 24 s \| \| 9e \| Damiano Caruso \| Italie \| Bahrain Victorious \| + 33 s \| \| 10e \| Georg Zimmermann \| Allemagne \| Intermarché-Circus-Wanty \| + 36 s \| |                    |             |                          |                 |
| |                    |             |                          |                 |
| Source : ProCyclingStats |                    |             |                          |                 |
| Classement de l'étape |                    |             |                          |                 |
| Coureur | Coureur            | Pays        | Équipe                   | Temps           |
| 1er | Tadej Pogačar      | Slovénie    | UAE Team Emirates        | 3 h 40 min 10 s |
| 2e | Enric Mas          | Espagne     | Movistar Team            | + 4 s           |
| 3e | Santiago Buitrago  | Colombie    | Bahrain Victorious       | + 4 s           |
| 4e | Mikel Landa        | Espagne     | Bahrain Victorious       | + 4 s           |
| 5e | Carlos Rodríguez   | Espagne     | Ineos Grenadiers         | + 4 s           |
| 6e | Lorenzo Rota       | Italie      | Intermarché-Circus-Wanty | + 17 s          |
| 7e | Dylan Teuns        | Belgique    | Israel-Premier Tech      | + 21 s          |
| 8e | Tao Geoghegan Hart | Royaume-Uni | Ineos Grenadiers         | + 24 s          |
| 9e | Damiano Caruso     | Italie      | Bahrain Victorious       | + 33 s          |
| 10e | Georg Zimmermann   | Allemagne   | Intermarché-Circus-Wanty | + 36 s          |

| \| Classement général \| Classement général \| Classement général \| Classement général \| Classement général \| \| Coureur \| Coureur \| Pays \| Équipe \| Temps \| \| ------------------ \| ------------------ \| ------------------ \| ------------------ \| ------------------ \| \| 1er \| Tadej Pogačar \| Slovénie \| UAE Team Emirates \| 8 h 44 min 19 s \| \| 2e \| Santiago Buitrago \| Colombie \| Bahrain Victorious \| + 48 s \| \| 3e \| Mikel Landa \| Espagne \| Bahrain Victorious \| + 52 s \| \| 4e \| Carlos Rodríguez \| Espagne \| Ineos Grenadiers \| + 52 s \| \| 5e \| Enric Mas \| Espagne \| Movistar Team \| + 1 min 47 s \| \| 6e \| Tao Geoghegan Hart \| Royaume-Uni \| Ineos Grenadiers \| + 2 min 12 s \| \| 7e \| Damiano Caruso \| Italie \| Bahrain Victorious \| + 2 min 22 s \| \| 8e \| Rafał Majka \| Pologne \| UAE Team Emirates \| + 2 min 51 s \| \| 9e \| Pavel Sivakov \| France \| Ineos Grenadiers \| + 2 min 52 s \| \| 10e \| Jack Haig \| Australie \| Bahrain Victorious \| + 2 min 52 s \| |                    |             |                    |                 |
| |                    |             |                    |                 |
| Source : ProCyclingStats |                    |             |                    |                 |
| Classement général |                    |             |                    |                 |
| Coureur | Coureur            | Pays        | Équipe             | Temps           |
| 1er | Tadej Pogačar      | Slovénie    | UAE Team Emirates  | 8 h 44 min 19 s |
| 2e | Santiago Buitrago  | Colombie    | Bahrain Victorious | + 48 s          |
| 3e | Mikel Landa        | Espagne     | Bahrain Victorious | + 52 s          |
| 4e | Carlos Rodríguez   | Espagne     | Ineos Grenadiers   | + 52 s          |
| 5e | Enric Mas          | Espagne     | Movistar Team      | + 1 min 47 s    |
| 6e | Tao Geoghegan Hart | Royaume-Uni | Ineos Grenadiers   | + 2 min 12 s    |
| 7e | Damiano Caruso     | Italie      | Bahrain Victorious | + 2 min 22 s    |
| 8e | Rafał Majka        | Pologne     | UAE Team Emirates  | + 2 min 51 s    |
| 9e | Pavel Sivakov      | France      | Ineos Grenadiers   | + 2 min 52 s    |
| 10e | Jack Haig          | Australie   | Bahrain Victorious | + 2 min 52 s    |

### 3eétape
| \| Classement de l'étape \| Classement de l'étape \| Classement de l'étape \| Classement de l'étape \| Classement de l'étape \| \| Coureur \| Coureur \| Pays \| Équipe \| Temps \| \| --------------------- \| --------------------- \| --------------------- \| ------------------------ \| --------------------- \| \| 1er \| Tim Wellens \| Belgique \| UAE Team Emirates \| 3 h 47 min 12 s \| \| 2e \| Pierre Latour \| France \| TotalEnergies \| + 14 s \| \| 3e \| Samuele Battistella \| Italie \| Astana Qazaqstan Team \| + 15 s \| \| 4e \| Connor Swift \| Royaume-Uni \| Ineos Grenadiers \| + 15 s \| \| 5e \| Laurenz Rex \| Belgique \| Intermarché-Circus-Wanty \| + 16 s \| \| 6e \| Davide Bais \| Italie \| Eolo-Kometa \| + 16 s \| \| 7e \| Edoardo Zambanini \| Italie \| Bahrain Victorious \| + 16 s \| \| 8e \| Cyril Barthe \| France \| Burgos-BH \| + 26 s \| \| 9e \| Erik Fetter \| Hongrie \| Eolo-Kometa \| + 28 s \| \| 10e \| Gorka Izagirre \| Espagne \| Movistar Team \| + 28 s \| |                     |             |                          |                 |
| |                     |             |                          |                 |
| Source : ProCyclingStats |                     |             |                          |                 |
| Classement de l'étape |                     |             |                          |                 |
| Coureur | Coureur             | Pays        | Équipe                   | Temps           |
| 1er | Tim Wellens         | Belgique    | UAE Team Emirates        | 3 h 47 min 12 s |
| 2e | Pierre Latour       | France      | TotalEnergies            | + 14 s          |
| 3e | Samuele Battistella | Italie      | Astana Qazaqstan Team    | + 15 s          |
| 4e | Connor Swift        | Royaume-Uni | Ineos Grenadiers         | + 15 s          |
| 5e | Laurenz Rex         | Belgique    | Intermarché-Circus-Wanty | + 16 s          |
| 6e | Davide Bais         | Italie      | Eolo-Kometa              | + 16 s          |
| 7e | Edoardo Zambanini   | Italie      | Bahrain Victorious       | + 16 s          |
| 8e | Cyril Barthe        | France      | Burgos-BH                | + 26 s          |
| 9e | Erik Fetter         | Hongrie     | Eolo-Kometa              | + 28 s          |
| 10e | Gorka Izagirre      | Espagne     | Movistar Team            | + 28 s          |

| \| Classement général \| Classement général \| Classement général \| Classement général \| Classement général \| \| Coureur \| Coureur \| Pays \| Équipe \| Temps \| \| ------------------ \| ------------------ \| ------------------ \| ------------------ \| ------------------ \| \| 1er \| Tadej Pogačar \| Slovénie \| UAE Team Emirates \| 12 h 35 min 57 s \| \| 2e \| Santiago Buitrago \| Colombie \| Bahrain Victorious \| + 48 s \| \| 3e \| Mikel Landa \| Espagne \| Bahrain Victorious \| + 52 s \| \| 4e \| Carlos Rodríguez \| Espagne \| Ineos Grenadiers \| + 52 s \| \| 5e \| Enric Mas \| Espagne \| Movistar Team \| + 1 min 47 s \| \| 6e \| Tao Geoghegan Hart \| Royaume-Uni \| Ineos Grenadiers \| + 2 min 12 s \| \| 7e \| José Manuel Díaz \| Espagne \| Burgos-BH \| + 2 min 19 s \| \| 8e \| Gorka Izagirre \| Espagne \| Movistar Team \| + 2 min 21 s \| \| 9e \| Damiano Caruso \| Italie \| Bahrain Victorious \| + 2 min 22 s \| \| 10e \| Tim Wellens \| Belgique \| UAE Team Emirates \| + 2 min 26 s \| |                    |             |                    |                  |
| |                    |             |                    |                  |
| Source : ProCyclingStats |                    |             |                    |                  |
| Classement général |                    |             |                    |                  |
| Coureur | Coureur            | Pays        | Équipe             | Temps            |
| 1er | Tadej Pogačar      | Slovénie    | UAE Team Emirates  | 12 h 35 min 57 s |
| 2e | Santiago Buitrago  | Colombie    | Bahrain Victorious | + 48 s           |
| 3e | Mikel Landa        | Espagne     | Bahrain Victorious | + 52 s           |
| 4e | Carlos Rodríguez   | Espagne     | Ineos Grenadiers   | + 52 s           |
| 5e | Enric Mas          | Espagne     | Movistar Team      | + 1 min 47 s     |
| 6e | Tao Geoghegan Hart | Royaume-Uni | Ineos Grenadiers   | + 2 min 12 s     |
| 7e | José Manuel Díaz   | Espagne     | Burgos-BH          | + 2 min 19 s     |
| 8e | Gorka Izagirre     | Espagne     | Movistar Team      | + 2 min 21 s     |
| 9e | Damiano Caruso     | Italie      | Bahrain Victorious | + 2 min 22 s     |
| 10e | Tim Wellens        | Belgique    | UAE Team Emirates  | + 2 min 26 s     |

### 4eétape
| \| Classement de l'étape \| Classement de l'étape \| Classement de l'étape \| Classement de l'étape \| Classement de l'étape \| \| Coureur \| Coureur \| Pays \| Équipe \| Temps \| \| --------------------- \| --------------------- \| --------------------- \| ------------------------ \| --------------------- \| \| 1er \| Tadej Pogačar \| Slovénie \| UAE Team Emirates \| 4 h 01 min 39 s \| \| 2e \| Enric Mas \| Espagne \| Movistar Team \| + 3 s \| \| 3e \| Lorenzo Rota \| Italie \| Intermarché-Circus-Wanty \| + 9 s \| \| 4e \| Mikel Landa \| Espagne \| Bahrain Victorious \| + 12 s \| \| 5e \| Santiago Buitrago \| Colombie \| Bahrain Victorious \| + 21 s \| \| 6e \| Nick Schultz \| Australie \| Israel-Premier Tech \| + 21 s \| \| 7e \| Tao Geoghegan Hart \| Royaume-Uni \| Ineos Grenadiers \| + 21 s \| \| 8e \| Andreas Kron \| Danemark \| Lotto Dstny \| + 24 s \| \| 9e \| Damiano Caruso \| Italie \| Bahrain Victorious \| + 33 s \| \| 10e \| Carlos Rodríguez \| Espagne \| Ineos Grenadiers \| + 33 s \| |                    |             |                          |                 |
| |                    |             |                          |                 |
| Source : ProCyclingStats |                    |             |                          |                 |
| Classement de l'étape |                    |             |                          |                 |
| Coureur | Coureur            | Pays        | Équipe                   | Temps           |
| 1er | Tadej Pogačar      | Slovénie    | UAE Team Emirates        | 4 h 01 min 39 s |
| 2e | Enric Mas          | Espagne     | Movistar Team            | + 3 s           |
| 3e | Lorenzo Rota       | Italie      | Intermarché-Circus-Wanty | + 9 s           |
| 4e | Mikel Landa        | Espagne     | Bahrain Victorious       | + 12 s          |
| 5e | Santiago Buitrago  | Colombie    | Bahrain Victorious       | + 21 s          |
| 6e | Nick Schultz       | Australie   | Israel-Premier Tech      | + 21 s          |
| 7e | Tao Geoghegan Hart | Royaume-Uni | Ineos Grenadiers         | + 21 s          |
| 8e | Andreas Kron       | Danemark    | Lotto Dstny              | + 24 s          |
| 9e | Damiano Caruso     | Italie      | Bahrain Victorious       | + 33 s          |
| 10e | Carlos Rodríguez   | Espagne     | Ineos Grenadiers         | + 33 s          |

| \| Classement général \| Classement général \| Classement général \| Classement général \| Classement général \| \| Coureur \| Coureur \| Pays \| Équipe \| Temps \| \| ------------------ \| ------------------ \| ------------------ \| ------------------------ \| ------------------ \| \| 1er \| Tadej Pogačar \| Slovénie \| UAE Team Emirates \| 16 h 36 min 58 s \| \| 2e \| Mikel Landa \| Espagne \| Bahrain Victorious \| + 1 min 14 s \| \| 3e \| Santiago Buitrago \| Colombie \| Bahrain Victorious \| + 1 min 19 s \| \| 4e \| Carlos Rodríguez \| Espagne \| Ineos Grenadiers \| + 1 min 35 s \| \| 5e \| Enric Mas \| Espagne \| Movistar Team \| + 1 min 54 s \| \| 6e \| Tao Geoghegan Hart \| Royaume-Uni \| Ineos Grenadiers \| + 2 min 43 s \| \| 7e \| Damiano Caruso \| Italie \| Bahrain Victorious \| + 3 min 05 s \| \| 8e \| Lorenzo Rota \| Italie \| Intermarché-Circus-Wanty \| + 3 min 23 s \| \| 9e \| Andreas Kron \| Danemark \| Lotto Dstny \| + 3 min 45 s \| \| 10e \| Pavel Sivakov \| France \| Ineos Grenadiers \| + 3 min 53 s \| |                    |             |                          |                  |
| |                    |             |                          |                  |
| Source : ProCyclingStats |                    |             |                          |                  |
| Classement général |                    |             |                          |                  |
| Coureur | Coureur            | Pays        | Équipe                   | Temps            |
| 1er | Tadej Pogačar      | Slovénie    | UAE Team Emirates        | 16 h 36 min 58 s |
| 2e | Mikel Landa        | Espagne     | Bahrain Victorious       | + 1 min 14 s     |
| 3e | Santiago Buitrago  | Colombie    | Bahrain Victorious       | + 1 min 19 s     |
| 4e | Carlos Rodríguez   | Espagne     | Ineos Grenadiers         | + 1 min 35 s     |
| 5e | Enric Mas          | Espagne     | Movistar Team            | + 1 min 54 s     |
| 6e | Tao Geoghegan Hart | Royaume-Uni | Ineos Grenadiers         | + 2 min 43 s     |
| 7e | Damiano Caruso     | Italie      | Bahrain Victorious       | + 3 min 05 s     |
| 8e | Lorenzo Rota       | Italie      | Intermarché-Circus-Wanty | + 3 min 23 s     |
| 9e | Andreas Kron       | Danemark    | Lotto Dstny              | + 3 min 45 s     |
| 10e | Pavel Sivakov      | France      | Ineos Grenadiers         | + 3 min 53 s     |

### 5eétape
| \| Classement de l'étape \| Classement de l'étape \| Classement de l'étape \| Classement de l'étape \| Classement de l'étape \| \| Coureur \| Coureur \| Pays \| Équipe \| Temps \| \| --------------------- \| --------------------- \| --------------------- \| ------------------------ \| --------------------- \| \| 1er \| Omar Fraile \| Espagne \| Ineos Grenadiers \| 4 h 27 min 59 s \| \| 2e \| Alessandro Covi \| Italie \| UAE Team Emirates \| + 0 s \| \| 3e \| Andrea Pasqualon \| Italie \| Bahrain Victorious \| + 0 s \| \| 4e \| Andreas Kron \| Danemark \| Lotto Dstny \| + 0 s \| \| 5e \| Nick Schultz \| Australie \| Israel-Premier Tech \| + 0 s \| \| 6e \| Gonzalo Serrano \| Espagne \| Movistar Team \| + 0 s \| \| 7e \| Edvald Boasson Hagen \| Norvège \| TotalEnergies \| + 0 s \| \| 8e \| Damiano Caruso \| Italie \| Bahrain Victorious \| + 0 s \| \| 9e \| Jesús Ezquerra \| Espagne \| Burgos-BH \| + 0 s \| \| 10e \| Lorenzo Rota \| Italie \| Intermarché-Circus-Wanty \| + 0 s \| |                      |           |                          |                 |
| |                      |           |                          |                 |
| Source : ProCyclingStats |                      |           |                          |                 |
| Classement de l'étape |                      |           |                          |                 |
| Coureur | Coureur              | Pays      | Équipe                   | Temps           |
| 1er | Omar Fraile          | Espagne   | Ineos Grenadiers         | 4 h 27 min 59 s |
| 2e | Alessandro Covi      | Italie    | UAE Team Emirates        | + 0 s           |
| 3e | Andrea Pasqualon     | Italie    | Bahrain Victorious       | + 0 s           |
| 4e | Andreas Kron         | Danemark  | Lotto Dstny              | + 0 s           |
| 5e | Nick Schultz         | Australie | Israel-Premier Tech      | + 0 s           |
| 6e | Gonzalo Serrano      | Espagne   | Movistar Team            | + 0 s           |
| 7e | Edvald Boasson Hagen | Norvège   | TotalEnergies            | + 0 s           |
| 8e | Damiano Caruso       | Italie    | Bahrain Victorious       | + 0 s           |
| 9e | Jesús Ezquerra       | Espagne   | Burgos-BH                | + 0 s           |
| 10e | Lorenzo Rota         | Italie    | Intermarché-Circus-Wanty | + 0 s           |

## Classements finals

### Classement général final
| \| Classement général \| Classement général \| Classement général \| Classement général \| Classement général \| \| Coureur \| Coureur \| Pays \| Équipe \| Temps \| \| ------------------ \| ------------------ \| ------------------ \| ------------------------ \| ------------------ \| \| 1er \| Tadej Pogačar \| Slovénie \| UAE Team Emirates \| 21 h 04 min 57 s \| \| 2e \| Mikel Landa \| Espagne \| Bahrain Victorious \| + 1 min 23 s \| \| 3e \| Santiago Buitrago \| Colombie \| Bahrain Victorious \| + 1 min 28 s \| \| 4e \| Carlos Rodríguez \| Espagne \| Ineos Grenadiers \| + 1 min 44 s \| \| 5e \| Enric Mas \| Espagne \| Movistar Team \| + 2 min 03 s \| \| 6e \| Tao Geoghegan Hart \| Royaume-Uni \| Ineos Grenadiers \| + 2 min 52 s \| \| 7e \| Damiano Caruso \| Italie \| Bahrain Victorious \| + 3 min 05 s \| \| 8e \| Lorenzo Rota \| Italie \| Intermarché-Circus-Wanty \| + 3 min 23 s \| \| 9e \| Andreas Kron \| Danemark \| Lotto Dstny \| + 3 min 45 s \| \| 10e \| Pavel Sivakov \| France \| Ineos Grenadiers \| + 4 min 05 s \| |                    |             |                          |                  |
| |                    |             |                          |                  |
| Source : ProCyclingStats |                    |             |                          |                  |
| Classement général |                    |             |                          |                  |
| Coureur | Coureur            | Pays        | Équipe                   | Temps            |
| 1er | Tadej Pogačar      | Slovénie    | UAE Team Emirates        | 21 h 04 min 57 s |
| 2e | Mikel Landa        | Espagne     | Bahrain Victorious       | + 1 min 23 s     |
| 3e | Santiago Buitrago  | Colombie    | Bahrain Victorious       | + 1 min 28 s     |
| 4e | Carlos Rodríguez   | Espagne     | Ineos Grenadiers         | + 1 min 44 s     |
| 5e | Enric Mas          | Espagne     | Movistar Team            | + 2 min 03 s     |
| 6e | Tao Geoghegan Hart | Royaume-Uni | Ineos Grenadiers         | + 2 min 52 s     |
| 7e | Damiano Caruso     | Italie      | Bahrain Victorious       | + 3 min 05 s     |
| 8e | Lorenzo Rota       | Italie      | Intermarché-Circus-Wanty | + 3 min 23 s     |
| 9e | Andreas Kron       | Danemark    | Lotto Dstny              | + 3 min 45 s     |
| 10e | Pavel Sivakov      | France      | Ineos Grenadiers         | + 4 min 05 s     |

### Classements annexes
| Classement par points | Classement par points | Classement par points | Classement par points    | Classement par points |
| Coureur               | Coureur               | Pays                  | Équipe                   | Points                |
| --------------------- | --------------------- | --------------------- | ------------------------ | --------------------- |
| 1er                   | Tadej Pogačar         | Slovénie              | UAE Team Emirates        | 77 pts                |
| 2e                    | Mikel Landa           | Espagne               | Bahrain Victorious       | 48 pts                |
| 3e                    | Enric Mas             | Espagne               | Movistar Team            | 48 pts                |
| 4e                    | Santiago Buitrago     | Colombie              | Bahrain Victorious       | 42 pts                |
| 5e                    | Carlos Rodríguez      | Espagne               | Ineos Grenadiers         | 34 pts                |
| 6e                    | Lorenzo Rota          | Italie                | Intermarché-Circus-Wanty | 32 pts                |
| 7e                    | Damiano Caruso        | Italie                | Bahrain Victorious       | 31 pts                |
| 8e                    | Tim Wellens           | Belgique              | UAE Team Emirates        | 29 pts                |
| 9e                    | Tao Geoghegan Hart    | Royaume-Uni           | Ineos Grenadiers         | 29 pts                |
| 10e                   | Omar Fraile           | Espagne               | Ineos Grenadiers         | 25 pts                |

| Classement par points | Classement par points | Classement par points | Classement par points    | Classement par points |
| Coureur               | Coureur               | Pays                  | Équipe                   | Points                |
| --------------------- | --------------------- | --------------------- | ------------------------ | --------------------- |
| 1er                   | Tadej Pogačar         | Slovénie              | UAE Team Emirates        | 77 pts                |
| 2e                    | Mikel Landa           | Espagne               | Bahrain Victorious       | 48 pts                |
| 3e                    | Enric Mas             | Espagne               | Movistar Team            | 48 pts                |
| 4e                    | Santiago Buitrago     | Colombie              | Bahrain Victorious       | 42 pts                |
| 5e                    | Carlos Rodríguez      | Espagne               | Ineos Grenadiers         | 34 pts                |
| 6e                    | Lorenzo Rota          | Italie                | Intermarché-Circus-Wanty | 32 pts                |
| 7e                    | Damiano Caruso        | Italie                | Bahrain Victorious       | 31 pts                |
| 8e                    | Tim Wellens           | Belgique              | UAE Team Emirates        | 29 pts                |
| 9e                    | Tao Geoghegan Hart    | Royaume-Uni           | Ineos Grenadiers         | 29 pts                |
| 10e                   | Omar Fraile           | Espagne               | Ineos Grenadiers         | 25 pts                |

| Classement de la montagne | Classement de la montagne | Classement de la montagne | Classement de la montagne | Classement de la montagne |
| Coureur                   | Coureur                   | Pays                      | Équipe                    | Points                    |
| ------------------------- | ------------------------- | ------------------------- | ------------------------- | ------------------------- |
| 1er                       | Gotzon Martín             | Espagne                   | Euskaltel-Euskadi         | 26 pts                    |
| 2e                        | Álex Martín               | Espagne                   | Eolo-Kometa               | 18 pts                    |
| 3e                        | Dries De Bondt            | Belgique                  | Alpecin-Deceuninck        | 16 pts                    |
| 4e                        | Tadej Pogačar             | Slovénie                  | UAE Team Emirates         | 15 pts                    |
| 5e                        | Clément Alleno            | France                    | Burgos-BH                 | 10 pts                    |
| 6e                        | Pavel Sivakov             | France                    | Ineos Grenadiers          | 9 pts                     |
| 7e                        | Mikel Landa               | Espagne                   | Bahrain Victorious        | 9 pts                     |
| 8e                        | Omar Fraile               | Espagne                   | Ineos Grenadiers          | 8 pts                     |
| 9e                        | Dries Van Gestel          | Belgique                  | TotalEnergies             | 8 pts                     |
| 10e                       | Pascal Eenkhoorn          | Pays-Bas                  | Lotto Dstny               | 7 pts                     |

| Classement de la montagne | Classement de la montagne | Classement de la montagne | Classement de la montagne | Classement de la montagne |
| Coureur                   | Coureur                   | Pays                      | Équipe                    | Points                    |
| ------------------------- | ------------------------- | ------------------------- | ------------------------- | ------------------------- |
| 1er                       | Gotzon Martín             | Espagne                   | Euskaltel-Euskadi         | 26 pts                    |
| 2e                        | Álex Martín               | Espagne                   | Eolo-Kometa               | 18 pts                    |
| 3e                        | Dries De Bondt            | Belgique                  | Alpecin-Deceuninck        | 16 pts                    |
| 4e                        | Tadej Pogačar             | Slovénie                  | UAE Team Emirates         | 15 pts                    |
| 5e                        | Clément Alleno            | France                    | Burgos-BH                 | 10 pts                    |
| 6e                        | Pavel Sivakov             | France                    | Ineos Grenadiers          | 9 pts                     |
| 7e                        | Mikel Landa               | Espagne                   | Bahrain Victorious        | 9 pts                     |
| 8e                        | Omar Fraile               | Espagne                   | Ineos Grenadiers          | 8 pts                     |
| 9e                        | Dries Van Gestel          | Belgique                  | TotalEnergies             | 8 pts                     |
| 10e                       | Pascal Eenkhoorn          | Pays-Bas                  | Lotto Dstny               | 7 pts                     |

#### Classement par équipes
| Classement par équipes | Classement par équipes   | Classement par équipes | Classement par équipes |
| Équipe                 | Équipe                   | Pays                   | Temps                  |
| ---------------------- | ------------------------ | ---------------------- | ---------------------- |
| 1re                    | Ineos Grenadiers         | Royaume-Uni            | 63 h 15 min 54 s       |
| 2e                     | Bahrain Victorious       | Bahreïn                | + 43 s                 |
| 3e                     | UAE Team Emirates        | Émirats arabes unis    | + 9 min 57 s           |
| 4e                     | Movistar Team            | Espagne                | + 14 min 41 s          |
| 5e                     | Team Jayco AlUla         | Australie              | + 19 min 59 s          |
| 6e                     | Intermarché-Circus-Wanty | Belgique               | + 32 min 40 s          |
| 7e                     | Burgos-BH                | Espagne                | + 34 min 48 s          |
| 8e                     | Eolo-Kometa              | Italie                 | + 38 min 55 s          |
| 9e                     | Israel-Premier Tech      | Israël                 | + 46 min 35 s          |
| 10e                    | Lotto Dstny              | Belgique               | + 51 min 06 s          |

### Classement UCI
La course attribue des points au Classement mondial UCI 2023 selon le barème suivant :
| Position           | 1er | 2e  | 3e  | 4e  | 5e | 6e | 7e | 8e | 9e | 10e | 11e | 12e | 13e | 14e | 15e | 16e à 30e | 31e à 40e |
| Classement général | 200 | 150 | 125 | 100 | 85 | 70 | 60 | 50 | 40 | 35  | 30  | 25  | 20  | 15  | 10  | 5         | 3         |
| Par étape          | 20  | 10  | 5   |     |    |    |    |    |    |     |     |     |     |     |     |           |           |
| Leader, par étape  | 5   |     |     |     |    |    |    |    |    |     |     |     |     |     |     |           |           |

## Évolution des classements
| Étape            | Vainqueur        | Classement général | Classement par points | Classement de la montagne | Classement des metas volantes | Classement du meilleur Andalou | Classement du meilleur Espagnol |
| ---------------- | ---------------- | ------------------ | --------------------- | ------------------------- | ----------------------------- | ------------------------------ | ------------------------------- |
| 1                | Tadej Pogačar    | Tadej Pogačar      | Tadej Pogačar         | Gotzon Martín             | Aaron Van Poucke              | Carlos Rodríguez               | Mikel Landa                     |
| 2                | Tadej Pogačar    | Tadej Pogačar      | Tadej Pogačar         | Gotzon Martín             | Aaron Van Poucke              | Carlos Rodríguez               | Mikel Landa                     |
| 3                | Tim Wellens      | Tadej Pogačar      | Tadej Pogačar         | Gotzon Martín             | Aaron Van Poucke              | Carlos Rodríguez               | Mikel Landa                     |
| 4                | Tadej Pogačar    | Tadej Pogačar      | Tadej Pogačar         | Gotzon Martín             | Aaron Van Poucke              | Carlos Rodríguez               | Mikel Landa                     |
| 5                | Omar Fraile      | Tadej Pogačar      | Tadej Pogačar         | Gotzon Martín             | Aaron Van Poucke              | Carlos Rodríguez               | Mikel Landa                     |
| Classement final | Classement final | Tadej Pogačar      | Tadej Pogačar         | Gotzon Martín             | Aaron Van Poucke              | Carlos Rodríguez               | Mikel Landa                     |

## Liste des participants
| Bahrain Victorious TBV | Bahrain Victorious TBV  | Bahrain Victorious TBV |
| ---------------------- | ----------------------- | ---------------------- |
| Num                    | Coureur                 | Pos                    |
| 1                      | Mikel Landa (ESP)       | 2e                     |
| 2                      | Matej Mohorič (SLO)     | 32e                    |
| 3                      | Damiano Caruso (ITA)    | 7e                     |
| 4                      | Jack Haig (AUS)         | 11e                    |
| 5                      | Andrea Pasqualon (ITA)  | 59e                    |
| 6                      | Santiago Buitrago (COL) | 3e                     |
| 7                      | Edoardo Zambanini (ITA) | 39e                    |

| Astana Qazaqstan Team AST | Astana Qazaqstan Team AST | Astana Qazaqstan Team AST |
| ------------------------- | ------------------------- | ------------------------- |
| Num                       | Coureur                   | Pos                       |
| 11                        | Samuele Battistella (ITA) | AB-5                      |
| 12                        | Luis León Sánchez (ESP)   | 24e                       |
| 13                        | Christian Scaroni (ITA)   | AB-4                      |
| 14                        | Fabio Felline (ITA)       | 72e                       |
| 15                        | Vadim Pronskiy (KAZ)      | NP-2                      |
| 16                        | Antonio Nibali (ITA)      | 82e                       |
| 17                        | Joe Dombrowski (USA)      | NP-5                      |

| Ineos Grenadiers IGD | Ineos Grenadiers IGD           | Ineos Grenadiers IGD |
| -------------------- | ------------------------------ | -------------------- |
| Num                  | Coureur                        | Pos                  |
| 21                   | Carlos Rodríguez (ESP) (route) | 4e                   |
| 22                   | Tao Geoghegan Hart (GBR)       | 6e                   |
| 23                   | Jhonatan Narváez (ECU)         | 12e                  |
| 24                   | Connor Swift (GBR)             | 61e                  |
| 25                   | Omar Fraile (ESP)              | 36e                  |
| 26                   | Salvatore Puccio (ITA)         | 76e                  |
| 27                   | Pavel Sivakov (FRA)            | 10e                  |

| Movistar Team MOV | Movistar Team MOV         | Movistar Team MOV |
| ----------------- | ------------------------- | ----------------- |
| Num               | Coureur                   | Pos               |
| 31                | Enric Mas (ESP)           | 5e                |
| 32                | Iván García Cortina (ESP) | 75e               |
| 33                | Ruben Guerreiro (POR)     | 21e               |
| 34                | Gonzalo Serrano (ESP)     | 49e               |
| 35                | Nélson Oliveira (POR)     | 26e               |
| 36                | Gorka Izagirre (ESP)      | 18e               |
| 37                | Sergio Samitier (ESP)     | 86e               |

| UAE Team Emirates UAD | UAE Team Emirates UAD | UAE Team Emirates UAD |
| --------------------- | --------------------- | --------------------- |
| Num                   | Coureur               | Pos                   |
| 41                    | Tadej Pogačar (SLO)   | 1er                   |
| 42                    | Alessandro Covi (ITA) | 54e                   |
| 43                    | George Bennett (NZL)  | 22e                   |
| 44                    | Tim Wellens (BEL)     | 17e                   |
| 45                    | Rafał Majka (POL)     | 25e                   |
| 46                    | Sjoerd Bax (NED)      | 79e                   |
| 47                    | Domen Novak (SLO)     | 91e                   |

| Team Jayco AlUla JAY | Team Jayco AlUla JAY          | Team Jayco AlUla JAY |
| -------------------- | ----------------------------- | -------------------- |
| Num                  | Coureur                       | Pos                  |
| 51                   | Kevin Colleoni (ITA)          | 48e                  |
| 52                   | Felix Engelhardt (GER)        | 55e                  |
| 53                   | Tsgabu Grmay (ETH)            | 14e                  |
| 54                   | Christopher Juul Jensen (DEN) | 80e                  |
| 55                   | Rudy Porter (AUS)             | 46e                  |
| 56                   | Matteo Sobrero (ITA)          | 20e                  |
| 57                   | Filippo Zana (ITA) (route)    | 27e                  |

| Alpecin-Deceuninck ADC | Alpecin-Deceuninck ADC  | Alpecin-Deceuninck ADC |
| ---------------------- | ----------------------- | ---------------------- |
| Num                    | Coureur                 | Pos                    |
| 61                     | Dries De Bondt (BEL)    | 81e                    |
| 62                     | Samuel Gaze (NZL)       | 65e                    |
| 63                     | Ayco Bastiaens (BEL)    | AB-5                   |
| 64                     | Alexander Krieger (GER) | AB-5                   |
| 65                     | Axel Laurance (FRA)     | 35e                    |
| 66                     | Stefano Oldani (ITA)    | 44e                    |
| 67                     | Lionel Taminiaux (BEL)  |                        |

| Intermarché-Circus-Wanty ICW | Intermarché-Circus-Wanty ICW | Intermarché-Circus-Wanty ICW |
| ---------------------------- | ---------------------------- | ---------------------------- |
| Num                          | Coureur                      | Pos                          |
| 71                           | Lorenzo Rota (ITA)           | 8e                           |
| 72                           | Georg Zimmermann (GER)       | 47e                          |
| 73                           | Dion Smith (NZL)             | 57e                          |
| 74                           | Niccolò Bonifazio (ITA)      | 60e                          |
| 75                           | Laurens Huys (BEL)           | 23e                          |
| 76                           | Aimé De Gendt (BEL)          | 92e                          |
| 77                           | Laurenz Rex (BEL)            | 83e                          |

| Caja Rural-Seguros RGA CJR | Caja Rural-Seguros RGA CJR | Caja Rural-Seguros RGA CJR |
| -------------------------- | -------------------------- | -------------------------- |
| Num                        | Coureur                    | Pos                        |
| 81                         | Orluis Aular (VEN) (route) | 84e                        |
| 82                         | Joel Nicolau (ESP)         | AB-5                       |
| 83                         | Tomáš Bárta (CZE)          | AB-4                       |
| 84                         | Jefferson Cepeda (ECU)     | 15e                        |
| 85                         | David González López (ESP) | AB-3                       |
| 86                         | Jokin Murguialday (ESP)    | AB-3                       |
| 87                         | Julen Amézqueta (ESP)      | AB-5                       |

| Eolo-Kometa EOK | Eolo-Kometa EOK           | Eolo-Kometa EOK |
| --------------- | ------------------------- | --------------- |
| Num             | Coureur                   | Pos             |
| 91              | Lorenzo Fortunato (ITA)   | AB-5            |
| 92              | Erik Fetter (HUN)         | 50e             |
| 93              | Davide Bais (ITA)         | NP-5            |
| 94              | Simone Raccani (ITA)      | 73e             |
| 95              | Diego Pablo Sevilla (ESP) | 69e             |
| 96              | Fernando Tercero (ESP)    | 34e             |
| 97              | Álex Martín (ESP)         | 67e             |

| Lotto Dstny LTD | Lotto Dstny LTD                | Lotto Dstny LTD |
| --------------- | ------------------------------ | --------------- |
| Num             | Coureur                        | Pos             |
| 101             | Andreas Kron (DEN)             | 9e              |
| 102             | Milan Menten (BEL)             | 89e             |
| 103             | Pascal Eenkhoorn (NED) (route) | 52e             |
| 104             | Brent Van Moer (BEL)           | 58e             |
| 105             | Johannes Adamietz (GER)        | 41e             |
| 106             | Frederik Frison (BEL)          | 51e             |
| 107             | Liam Slock (BEL)               | 66e             |

| Israel-Premier Tech IPT | Israel-Premier Tech IPT | Israel-Premier Tech IPT |
| ----------------------- | ----------------------- | ----------------------- |
| Num                     | Coureur                 | Pos                     |
| 111                     | Dylan Teuns (BEL)       | 19e                     |
| 112                     | Nick Schultz (AUS)      | 13e                     |
| 113                     | Simon Clarke (AUS)      | AB-1                    |
| 114                     | Hugo Houle (CAN)        | 56e                     |
| 115                     | Corbin Strong (NZL)     | NP-4                    |
| 116                     | Sep Vanmarcke (BEL)     | AB-5                    |
| 117                     | Tom Van Asbroeck (BEL)  | 88e                     |

| Equipo Kern Pharma EKP | Equipo Kern Pharma EKP     | Equipo Kern Pharma EKP |
| ---------------------- | -------------------------- | ---------------------- |
| Num                    | Coureur                    | Pos                    |
| 121                    | Jon Agirre (ESP)           | 29e                    |
| 122                    | Raúl García Pierna (ESP)   | AB-1                   |
| 123                    | Igor Arrieta (ESP)         | 30e                    |
| 124                    | Pau Miquel (ESP)           | AB-4                   |
| 125                    | Álex Jaime (ESP)           | AB-1                   |
| 126                    | Carlos García Pierna (ESP) | 63e                    |
| 127                    | Héctor Carretero (ESP)     | 70e                    |

| Euskaltel-Euskadi EUS | Euskaltel-Euskadi EUS  | Euskaltel-Euskadi EUS |
| --------------------- | ---------------------- | --------------------- |
| Num                   | Coureur                | Pos                   |
| 131                   | Juan José Lobato (ESP) | AB-2                  |
| 132                   | Txomin Juaristi (ESP)  | 62e                   |
| 133                   | Xabier Isasa (ESP)     | 78e                   |
| 134                   | Gotzon Martín (ESP)    | 71e                   |
| 135                   | Joan Bou (ESP)         | 31e                   |
| 136                   | Luis Ángel Maté (ESP)  | 38e                   |
| 137                   | Ibai Azurmendi (ESP)   | NP-4                  |

| TotalEnergies TEN | TotalEnergies TEN          | TotalEnergies TEN |
| ----------------- | -------------------------- | ----------------- |
| Num               | Coureur                    | Pos               |
| 141               | Dries Van Gestel (BEL)     | 85e               |
| 142               | Edvald Boasson Hagen (NOR) | 45e               |
| 143               | Pierre Latour (FRA)        | 43e               |
| 144               | Paul Ourselin (FRA)        | NP-5              |
| 145               | Geoffrey Soupe (FRA)       | AB-5              |
| 146               | Alan Jousseaume (FRA)      | NP-5              |
| 147               | Jérémy Cabot (FRA)         | 33e               |

| Burgos-BH BBH | Burgos-BH BBH              | Burgos-BH BBH |
| ------------- | -------------------------- | ------------- |
| Num           | Coureur                    | Pos           |
| 151           | Clément Alleno (FRA)       | 87e           |
| 152           | Jesús Ezquerra (ESP)       | 74e           |
| 153           | Daniel Navarro (ESP)       | 37e           |
| 154           | Cyril Barthe (FRA)         | 77e           |
| 155           | Ander Okamika (ESP)        | 64e           |
| 156           | José Manuel Díaz (ESP)     | 16e           |
| 157           | Andrés Camilo Ardila (COL) | 28e           |

| Team Flanders-Baloise TFB | Team Flanders-Baloise TFB | Team Flanders-Baloise TFB |
| ------------------------- | ------------------------- | ------------------------- |
| Num                       | Coureur                   | Pos                       |
| 161                       | Aaron Van Poucke (BEL)    | 90e                       |
| 162                       | Vincent Van Hemelen (BEL) | 68e                       |
| 163                       | Gilles De Wilde (BEL)     | AB-5                      |
| 164                       | Jenno Berckmoes (BEL)     | 40e                       |
| 165                       | Ward Vanhoof (BEL)        | AB-3                      |
| 166                       | Vito Braet (BEL)          | 42e                       |
| 167                       | Alex Colman (BEL)         | 53e                       |

| Bahrain Victorious TBV | Bahrain Victorious TBV  | Bahrain Victorious TBV |
| ---------------------- | ----------------------- | ---------------------- |
| Num                    | Coureur                 | Pos                    |
| 1                      | Mikel Landa (ESP)       | 2e                     |
| 2                      | Matej Mohorič (SLO)     | 32e                    |
| 3                      | Damiano Caruso (ITA)    | 7e                     |
| 4                      | Jack Haig (AUS)         | 11e                    |
| 5                      | Andrea Pasqualon (ITA)  | 59e                    |
| 6                      | Santiago Buitrago (COL) | 3e                     |
| 7                      | Edoardo Zambanini (ITA) | 39e                    |

| Astana Qazaqstan Team AST | Astana Qazaqstan Team AST | Astana Qazaqstan Team AST |
| ------------------------- | ------------------------- | ------------------------- |
| Num                       | Coureur                   | Pos                       |
| 11                        | Samuele Battistella (ITA) | AB-5                      |
| 12                        | Luis León Sánchez (ESP)   | 24e                       |
| 13                        | Christian Scaroni (ITA)   | AB-4                      |
| 14                        | Fabio Felline (ITA)       | 72e                       |
| 15                        | Vadim Pronskiy (KAZ)      | NP-2                      |
| 16                        | Antonio Nibali (ITA)      | 82e                       |
| 17                        | Joe Dombrowski (USA)      | NP-5                      |

| Ineos Grenadiers IGD | Ineos Grenadiers IGD           | Ineos Grenadiers IGD |
| -------------------- | ------------------------------ | -------------------- |
| Num                  | Coureur                        | Pos                  |
| 21                   | Carlos Rodríguez (ESP) (route) | 4e                   |
| 22                   | Tao Geoghegan Hart (GBR)       | 6e                   |
| 23                   | Jhonatan Narváez (ECU)         | 12e                  |
| 24                   | Connor Swift (GBR)             | 61e                  |
| 25                   | Omar Fraile (ESP)              | 36e                  |
| 26                   | Salvatore Puccio (ITA)         | 76e                  |
| 27                   | Pavel Sivakov (FRA)            | 10e                  |

| Movistar Team MOV | Movistar Team MOV         | Movistar Team MOV |
| ----------------- | ------------------------- | ----------------- |
| Num               | Coureur                   | Pos               |
| 31                | Enric Mas (ESP)           | 5e                |
| 32                | Iván García Cortina (ESP) | 75e               |
| 33                | Ruben Guerreiro (POR)     | 21e               |
| 34                | Gonzalo Serrano (ESP)     | 49e               |
| 35                | Nélson Oliveira (POR)     | 26e               |
| 36                | Gorka Izagirre (ESP)      | 18e               |
| 37                | Sergio Samitier (ESP)     | 86e               |

| UAE Team Emirates UAD | UAE Team Emirates UAD | UAE Team Emirates UAD |
| --------------------- | --------------------- | --------------------- |
| Num                   | Coureur               | Pos                   |
| 41                    | Tadej Pogačar (SLO)   | 1er                   |
| 42                    | Alessandro Covi (ITA) | 54e                   |
| 43                    | George Bennett (NZL)  | 22e                   |
| 44                    | Tim Wellens (BEL)     | 17e                   |
| 45                    | Rafał Majka (POL)     | 25e                   |
| 46                    | Sjoerd Bax (NED)      | 79e                   |
| 47                    | Domen Novak (SLO)     | 91e                   |

| Team Jayco AlUla JAY | Team Jayco AlUla JAY          | Team Jayco AlUla JAY |
| -------------------- | ----------------------------- | -------------------- |
| Num                  | Coureur                       | Pos                  |
| 51                   | Kevin Colleoni (ITA)          | 48e                  |
| 52                   | Felix Engelhardt (GER)        | 55e                  |
| 53                   | Tsgabu Grmay (ETH)            | 14e                  |
| 54                   | Christopher Juul Jensen (DEN) | 80e                  |
| 55                   | Rudy Porter (AUS)             | 46e                  |
| 56                   | Matteo Sobrero (ITA)          | 20e                  |
| 57                   | Filippo Zana (ITA) (route)    | 27e                  |

| Alpecin-Deceuninck ADC | Alpecin-Deceuninck ADC  | Alpecin-Deceuninck ADC |
| ---------------------- | ----------------------- | ---------------------- |
| Num                    | Coureur                 | Pos                    |
| 61                     | Dries De Bondt (BEL)    | 81e                    |
| 62                     | Samuel Gaze (NZL)       | 65e                    |
| 63                     | Ayco Bastiaens (BEL)    | AB-5                   |
| 64                     | Alexander Krieger (GER) | AB-5                   |
| 65                     | Axel Laurance (FRA)     | 35e                    |
| 66                     | Stefano Oldani (ITA)    | 44e                    |
| 67                     | Lionel Taminiaux (BEL)  |                        |

| Intermarché-Circus-Wanty ICW | Intermarché-Circus-Wanty ICW | Intermarché-Circus-Wanty ICW |
| ---------------------------- | ---------------------------- | ---------------------------- |
| Num                          | Coureur                      | Pos                          |
| 71                           | Lorenzo Rota (ITA)           | 8e                           |
| 72                           | Georg Zimmermann (GER)       | 47e                          |
| 73                           | Dion Smith (NZL)             | 57e                          |
| 74                           | Niccolò Bonifazio (ITA)      | 60e                          |
| 75                           | Laurens Huys (BEL)           | 23e                          |
| 76                           | Aimé De Gendt (BEL)          | 92e                          |
| 77                           | Laurenz Rex (BEL)            | 83e                          |

| Caja Rural-Seguros RGA CJR | Caja Rural-Seguros RGA CJR | Caja Rural-Seguros RGA CJR |
| -------------------------- | -------------------------- | -------------------------- |
| Num                        | Coureur                    | Pos                        |
| 81                         | Orluis Aular (VEN) (route) | 84e                        |
| 82                         | Joel Nicolau (ESP)         | AB-5                       |
| 83                         | Tomáš Bárta (CZE)          | AB-4                       |
| 84                         | Jefferson Cepeda (ECU)     | 15e                        |
| 85                         | David González López (ESP) | AB-3                       |
| 86                         | Jokin Murguialday (ESP)    | AB-3                       |
| 87                         | Julen Amézqueta (ESP)      | AB-5                       |

| Eolo-Kometa EOK | Eolo-Kometa EOK           | Eolo-Kometa EOK |
| --------------- | ------------------------- | --------------- |
| Num             | Coureur                   | Pos             |
| 91              | Lorenzo Fortunato (ITA)   | AB-5            |
| 92              | Erik Fetter (HUN)         | 50e             |
| 93              | Davide Bais (ITA)         | NP-5            |
| 94              | Simone Raccani (ITA)      | 73e             |
| 95              | Diego Pablo Sevilla (ESP) | 69e             |
| 96              | Fernando Tercero (ESP)    | 34e             |
| 97              | Álex Martín (ESP)         | 67e             |

| Lotto Dstny LTD | Lotto Dstny LTD                | Lotto Dstny LTD |
| --------------- | ------------------------------ | --------------- |
| Num             | Coureur                        | Pos             |
| 101             | Andreas Kron (DEN)             | 9e              |
| 102             | Milan Menten (BEL)             | 89e             |
| 103             | Pascal Eenkhoorn (NED) (route) | 52e             |
| 104             | Brent Van Moer (BEL)           | 58e             |
| 105             | Johannes Adamietz (GER)        | 41e             |
| 106             | Frederik Frison (BEL)          | 51e             |
| 107             | Liam Slock (BEL)               | 66e             |

| Israel-Premier Tech IPT | Israel-Premier Tech IPT | Israel-Premier Tech IPT |
| ----------------------- | ----------------------- | ----------------------- |
| Num                     | Coureur                 | Pos                     |
| 111                     | Dylan Teuns (BEL)       | 19e                     |
| 112                     | Nick Schultz (AUS)      | 13e                     |
| 113                     | Simon Clarke (AUS)      | AB-1                    |
| 114                     | Hugo Houle (CAN)        | 56e                     |
| 115                     | Corbin Strong (NZL)     | NP-4                    |
| 116                     | Sep Vanmarcke (BEL)     | AB-5                    |
| 117                     | Tom Van Asbroeck (BEL)  | 88e                     |

| Equipo Kern Pharma EKP | Equipo Kern Pharma EKP     | Equipo Kern Pharma EKP |
| ---------------------- | -------------------------- | ---------------------- |
| Num                    | Coureur                    | Pos                    |
| 121                    | Jon Agirre (ESP)           | 29e                    |
| 122                    | Raúl García Pierna (ESP)   | AB-1                   |
| 123                    | Igor Arrieta (ESP)         | 30e                    |
| 124                    | Pau Miquel (ESP)           | AB-4                   |
| 125                    | Álex Jaime (ESP)           | AB-1                   |
| 126                    | Carlos García Pierna (ESP) | 63e                    |
| 127                    | Héctor Carretero (ESP)     | 70e                    |

| Euskaltel-Euskadi EUS | Euskaltel-Euskadi EUS  | Euskaltel-Euskadi EUS |
| --------------------- | ---------------------- | --------------------- |
| Num                   | Coureur                | Pos                   |
| 131                   | Juan José Lobato (ESP) | AB-2                  |
| 132                   | Txomin Juaristi (ESP)  | 62e                   |
| 133                   | Xabier Isasa (ESP)     | 78e                   |
| 134                   | Gotzon Martín (ESP)    | 71e                   |
| 135                   | Joan Bou (ESP)         | 31e                   |
| 136                   | Luis Ángel Maté (ESP)  | 38e                   |
| 137                   | Ibai Azurmendi (ESP)   | NP-4                  |

| TotalEnergies TEN | TotalEnergies TEN          | TotalEnergies TEN |
| ----------------- | -------------------------- | ----------------- |
| Num               | Coureur                    | Pos               |
| 141               | Dries Van Gestel (BEL)     | 85e               |
| 142               | Edvald Boasson Hagen (NOR) | 45e               |
| 143               | Pierre Latour (FRA)        | 43e               |
| 144               | Paul Ourselin (FRA)        | NP-5              |
| 145               | Geoffrey Soupe (FRA)       | AB-5              |
| 146               | Alan Jousseaume (FRA)      | NP-5              |
| 147               | Jérémy Cabot (FRA)         | 33e               |

| Burgos-BH BBH | Burgos-BH BBH              | Burgos-BH BBH |
| ------------- | -------------------------- | ------------- |
| Num           | Coureur                    | Pos           |
| 151           | Clément Alleno (FRA)       | 87e           |
| 152           | Jesús Ezquerra (ESP)       | 74e           |
| 153           | Daniel Navarro (ESP)       | 37e           |
| 154           | Cyril Barthe (FRA)         | 77e           |
| 155           | Ander Okamika (ESP)        | 64e           |
| 156           | José Manuel Díaz (ESP)     | 16e           |
| 157           | Andrés Camilo Ardila (COL) | 28e           |

| Team Flanders-Baloise TFB | Team Flanders-Baloise TFB | Team Flanders-Baloise TFB |
| ------------------------- | ------------------------- | ------------------------- |
| Num                       | Coureur                   | Pos                       |
| 161                       | Aaron Van Poucke (BEL)    | 90e                       |
| 162                       | Vincent Van Hemelen (BEL) | 68e                       |
| 163                       | Gilles De Wilde (BEL)     | AB-5                      |
| 164                       | Jenno Berckmoes (BEL)     | 40e                       |
| 165                       | Ward Vanhoof (BEL)        | AB-3                      |
| 166                       | Vito Braet (BEL)          | 42e                       |
| 167                       | Alex Colman (BEL)         | 53e                       |